# 推挽轉換器

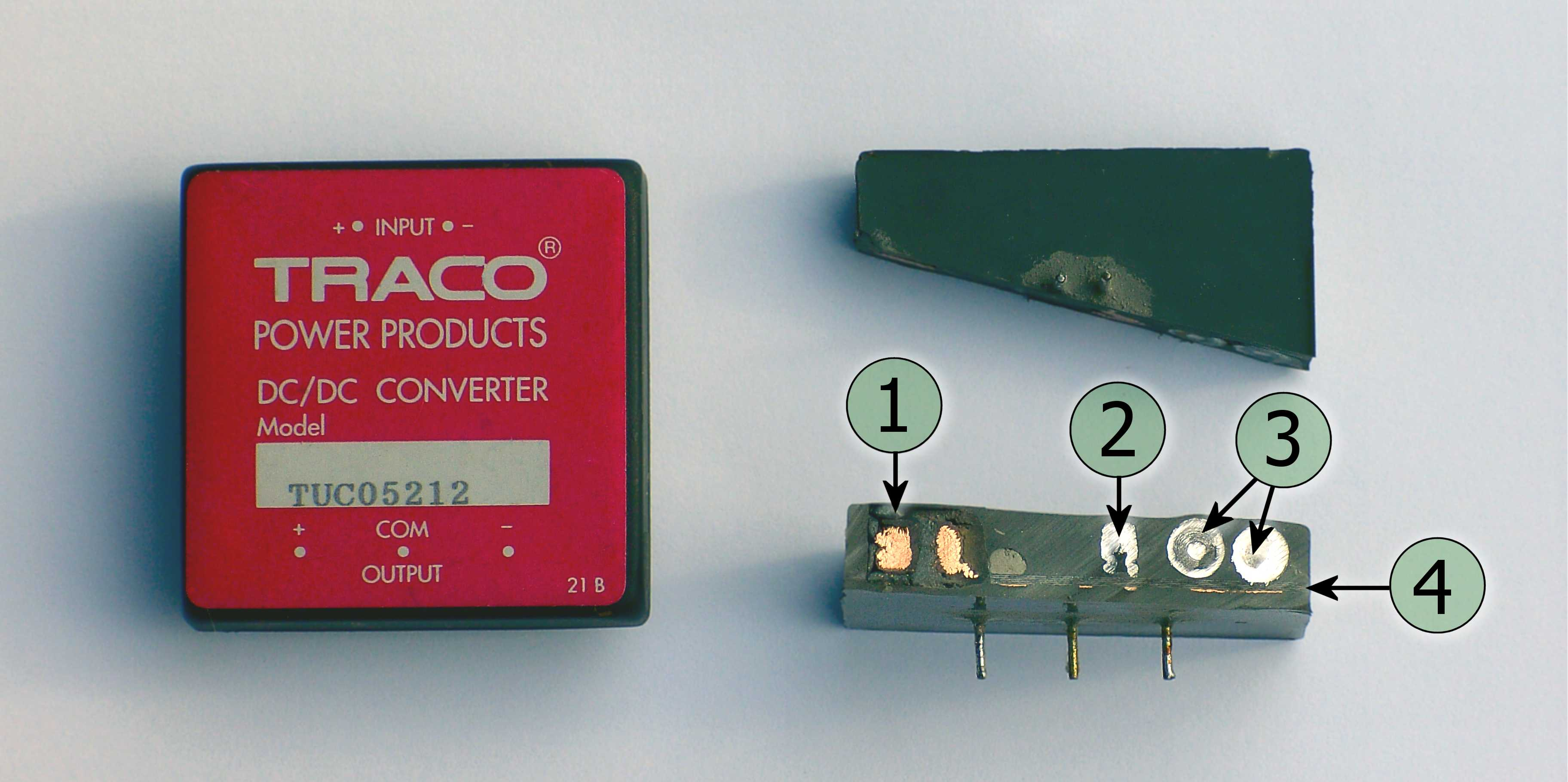
推挽轉換器 (+12V → ±18V; 50W) 的灌裝模組。① 变压器; ② 和 ③ 电解电容，有垂直擺放及水平擺放; ④ 通孔元件的電路板

推挽轉換器（push–pull converter）是一種直流-直流轉換器，是用变压器改變直流供應器電源電壓的開關模式電源。推挽轉換器的特點是變壓器的初級電流是由一對對稱的電晶體推挽输出所提供。二個電晶體會輪流開啟，輸流關閉，周期性的使變壓器上的電流反向流動。因此，在切換週期的二個半周當中，電路都會從電源抽取電流。這和降壓-升壓變換器相反，降壓-升壓變換器只有單一電晶體打開或關閉，因此電路只是在其中一半的週期中，從電源抽取電流，另外一半的週期，是由儲能的電容器或電感器輸出能量。推挽轉換器的輸入電流比較穩定，輸入模組的噪音較小，在高功率的應用中效率會比較高。

## 電路運作
上述是全橋轉換器的概念式架構，不是中心抽頭或是split primary的推挽轉換器。

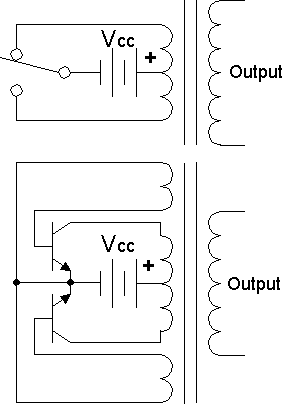
上方：簡單的逆變器電路，其中有開關以及自動切換的裝置，作法是用二個電晶體以及分離繞組的自耦變壓器來取代機械式的開關

「推挽式」有時會用來指變壓器有雙向激磁架構的轉換器。例如，在全橋轉換器中，以H桥方式實現的開關會切換變壓器一次測的電壓，使變壓器的作用類似在交流電壓下的作用，在輸出側產生電壓。不過「推挽式」更常指一次側有分離繞組，有二個開關的電源架構。
不論是哪一種情形，輸出電壓會再進行整流，再送到負載端，中間也可能加上电容器，過濾切換過程產生的雜訊。
實務上，在變壓器加電流，往某一方向激磁之後，需要間隔一小段時間，才能加電流，往反方向激磁。「開關」多半是一對的電晶體（或類似設備）。二個電晶體若有可能同時導通（或是在一個電晶體未完全斷路時，另一個電晶體導通），有可能導致電源短路。因此在一個開關斷路後，需要有一小段時間將二個開關都維持斷路，以避免此問題，這段避免二個電晶體同時導通的時間稱為「死區」。

## 電晶體
可以選用N型及P型的功率電晶體。Power MOSFET可以切換大電流，本身有低導通電阻的特性，也常用在推挽轉換器中。二個功率晶體的閘極或是基極會透過電阻接到電源上。
P型的電晶體可以用來提昇N型功率晶體的閘極電壓（共源极），而N型的電晶體可以用來降低P型功率晶體的閘極電壓。
在高頻應用中，二個晶體會以共源极的方式驅動。
此電路的運作中，二個晶體都在"推"（push），一般而言，"拉"（pull）的動作是由低通濾波器以及變壓器的中心抽頭所達成的。但因為另一個晶體會用另一種電流方向來推動電路，因此仍可以稱為是推挽轉換器。

## 時序
若二個晶體都在導通的狀態，就會造成電源的短路。另一方面，若二個晶體都不導通，若電源有電感性，會因為反電動勢造成大的電壓突波。
若晶體的驅動電路夠快，性能夠強大，反電動勢沒有時間去為繞組上的電容充電，也無法為金屬氧化物半導體場效電晶體  body-diode上的電容充電，因此不會產生高電壓。
若使用微處理器，可以量測峰值電壓，以數位的方式調整電晶體的時序，讓峰值電壓不會過大。若是晶體在低溫下啟動，在開機狀庇下，沒有電壓突波時，格外有用。
時序是從沒有電壓、沒有電流的條件下開始的，之後有一個晶體導通，定電壓加到一次繞組，電流因此線性上昇，在二次繞組感應到電定壓。在時間T之後晶體開路，晶體及變壓器上的雜散電容和變壓器上的电感形成LC电路，切換到相反的極性。之後另一個晶體導通。同時電荷回到儲能電容器，之後變換方向，在下一個時間T，電荷流到變壓器。再接下來第一個晶體會導通，直到電流為零為止。因此完成一個週期。

## 外部連結
- Switchmode PSU for car audio （页面存档备份，存于） 12V to symmetric output push–pull converter used for powering car audio amplifiers.  This is a true push–pull topology with two switches and a center-tapped transformer.
- Push-Pull converter basics An article covering the basic operating principles of the push-pull converter.